# اتومات (نقاشی)
اتومات (انگلیسی: Automat) یک نقاشی رنگ روغن از ادوارد هاپر نقاش رئالیست آمریکایی است که سال ۱۹۲۷ کشیده شد. این اثر در مرکز هنر دموین در آیووا نگهداری می‌شود.